# Hendrick Bentinck (1397-1477)
Hendrick Bentinck (ca. 1397 - 1477) was een telg uit het geslacht Bentinck en is een van vele Hendri(c)ken in de familielijn.
Deze Hendrick Bentinck was de oudste zoon van eveneens een Hendrick Bentinck (ca. 1360-1431) en ene Elisabeth (ca. 1366 - 1432). Hij had twee broers Johan Bentinck en Helmich Bentinck.
Hij trouwde met Jutte Geertruid (Gertrud) Van Huls (geboren ca. 1398) dochter van Johan Van Huls en Gertrui Van Heuckelum. Zij kregen één zoon, Hendrik Bentinck die vóór 1450 geboren moet zijn.
In 1435 zegelt Hendrick als gerichtsman te Heerde. Samen met zijn broers Johan en Helmich zegelt hij bovendien onder de Ridderschap van Veluwe de Geldersche verbondsbrief van 17 april 1436.
In 1444 is Hendrick afgevaardigde van Elburg naar de hertog. Het stadsarchief van Elburg bevat een brief uit 1445 van Willem van Egmond aan deze 'Henrick Bentinck' en een "rekening van kosten, door Hendrick Bentinck gemaakt na zijne gevengenneming in den strijd tusschen de hertogen van Gelre en van Berg, 1444, en van door hem gemaakte reiskosten, 1444-1445" alsmede een lijst van door 'Henrick Bentynck' gedane uitgaven uit 1445.
Hij stierf in 1477 en werd begraven in het klooster Hulsbergen (te Wapenveld) waar ook zijn vader lag, die het klooster mogelijk had gemaakt door de fraters de grond ervoor te schenken.